# Evantes (pintor)
Evantes  (en llatí Evanthes, en grec antic Εὐανθής) fou un pintor grec de data desconeguda.
Dues de les seves pintures eren al temple del Zeus Casi a Pelúsion i són descrites amb molta cura per Aquil·les Taci. Aquestes pintures mostraven l'alliberament d'Andròmeda per Perseu i l'alliberament de Prometeu per Hèrcules.